# Solcoseryl
Solcoseryl – wolny od antygenów bezbiałkowy dializat z krwi cieląt.
Podstawowy skład solcoserylu to organiczne substancje o niskiej masie cząsteczkowej oraz zbiór substancji nieorganicznych. Solcoseryl składa się z glikolipidów, nukleozydów, elektrolitów, oligopeptydów, nukleotydów (substancji, które są podstawowym budulcem RNA i DNA) i niezbędnych pierwiastków śladowych.

## Właściwości
Wskazania do stosowania, to m.in. odleżyny, poparzenia, odmrożenia, maceracje i różnego rodzaju rany. Stosowany jest przy nadżerkach błon śluzowych, operacjach plastycznych, przeszczepach i  przy leczeniu niedokrwienia kończyn dolnych. Dzięki właściwościom neuromodulacyjnym i neurotroficznym, wspomaga ośrodkowy układ nerwowy, regenerując uszkodzone tkanki. Z tego powodu solcoseryl wykorzystywany jest przy leczeniu urazowych uszkodzeń mózgu oraz przy udarach mózgu.
Za pomocą solcoserylu leczy się także pacjentów cierpiących z powodu chorób autoimmunologicznych, takich jak RZS oraz zapalenie tarczycy Hashimoto oraz osoby chorujące na permanentne stany zapalne wywoływane np. przez insulinooporność i cukrzycę.
Inne wskazania, to m.in. trądzik, choroby żył, zapalenie rogówki oka.
Dzięki właściwościom radioochronnym, solcoseryl podaje się także w przypadkach skażeń promieniotwórczych i chemicznych.

## Postać
Najczęściej występuje  w postaci żelu lub maści, które sprawdzają się w przypadku różnego rodzaju ran i uszkodzeń ciała. Występuje także w postaci ampułek do zastrzyków domięśniowych i iniekcji dożylnych.

## Interakcje
Nie odnotowano dotychczas interakcji z innymi lekami.